# (523640) 2010 RO64
(523640) 2010 RO64 est un objet transneptunien faisant partie des twotinos.

## Caractéristiques
(523640) 2010 RO64 mesure environ 400 km de diamètre, ce qui le qualifie comme un candidat au statut de planète naine.